# 居伊一世 (布盧瓦)
居伊一世（法語：Guy Ier de Blois-Châtillon，約1298年—1342年8月12日），布盧瓦伯爵，沙蒂永的于格二世之子，1307年至1342年在位。

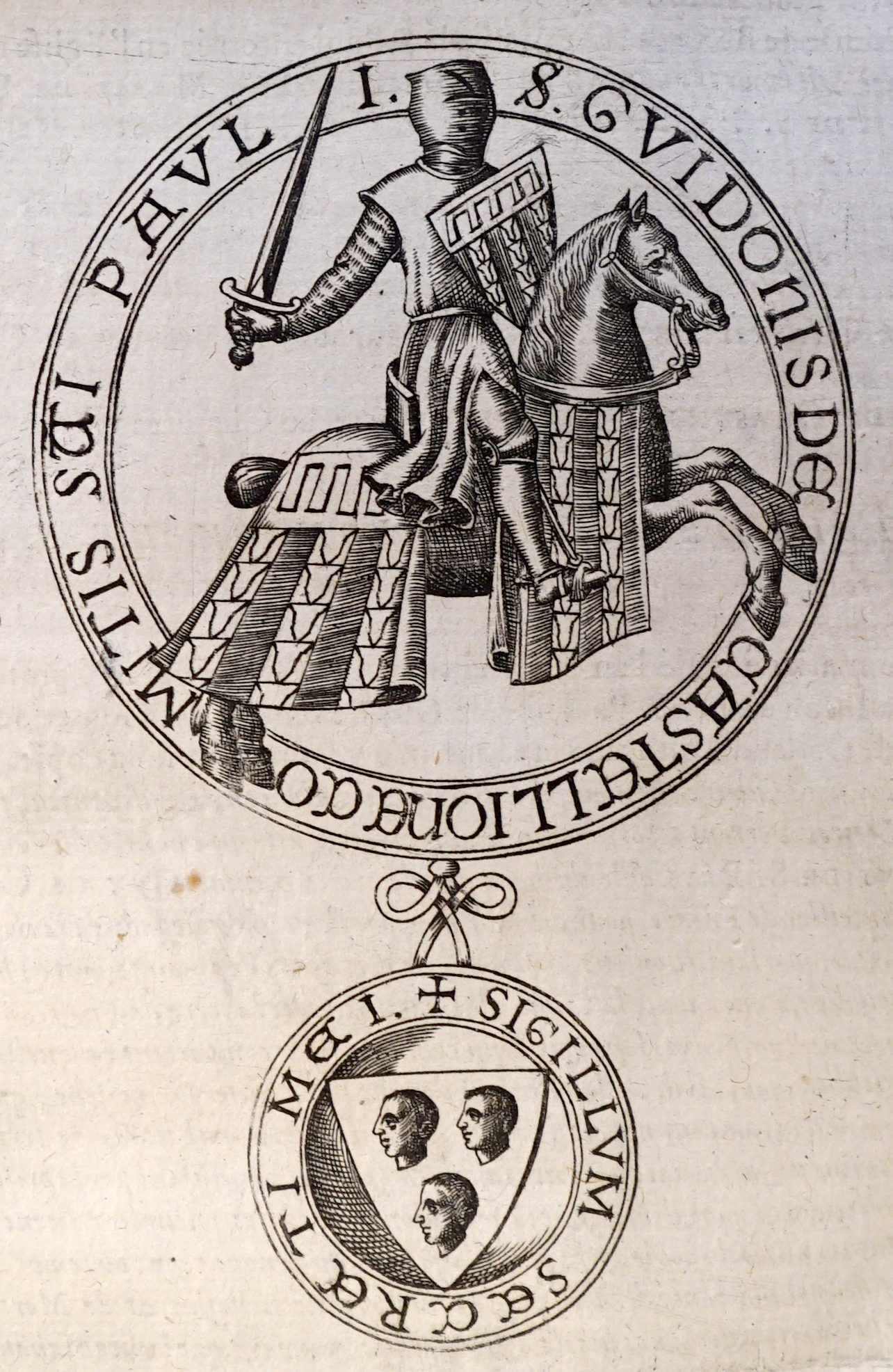

## 家庭
1310年，居伊一世與瓦盧瓦的瑪格麗特結婚，兩人共有2子1女：
1. 路易一世（英语：Louis II, Count of Blois）（—1346年）
2. 夏爾（—1364年）
3. 瑪麗（—1363年）